# تپه مهاجران
تپه مهاجران مربوط به هزاره ۴ قبل از میلاد است و در شهرستان بهار، بخش لالجین، روستای مهاجران واقع شده و این اثر در تاریخ ۲۴ اسفند ۱۳۵۳ با شمارهٔ ثبت ۱۰۳۷ به‌عنوان یکی از آثار ملی ایران به ثبت رسیده است.